# Długoszpon krasnoczelny
Długoszpon krasnoczelny (Jacana jacana) – gatunek średniej wielkości ptaka z rodziny długoszponów (Jacanidae). Obszar jego występowania ciągnie się od zachodniej Panamy i Trynidadu przez całą Amerykę Południową na wschód od Andów.

## Morfologia

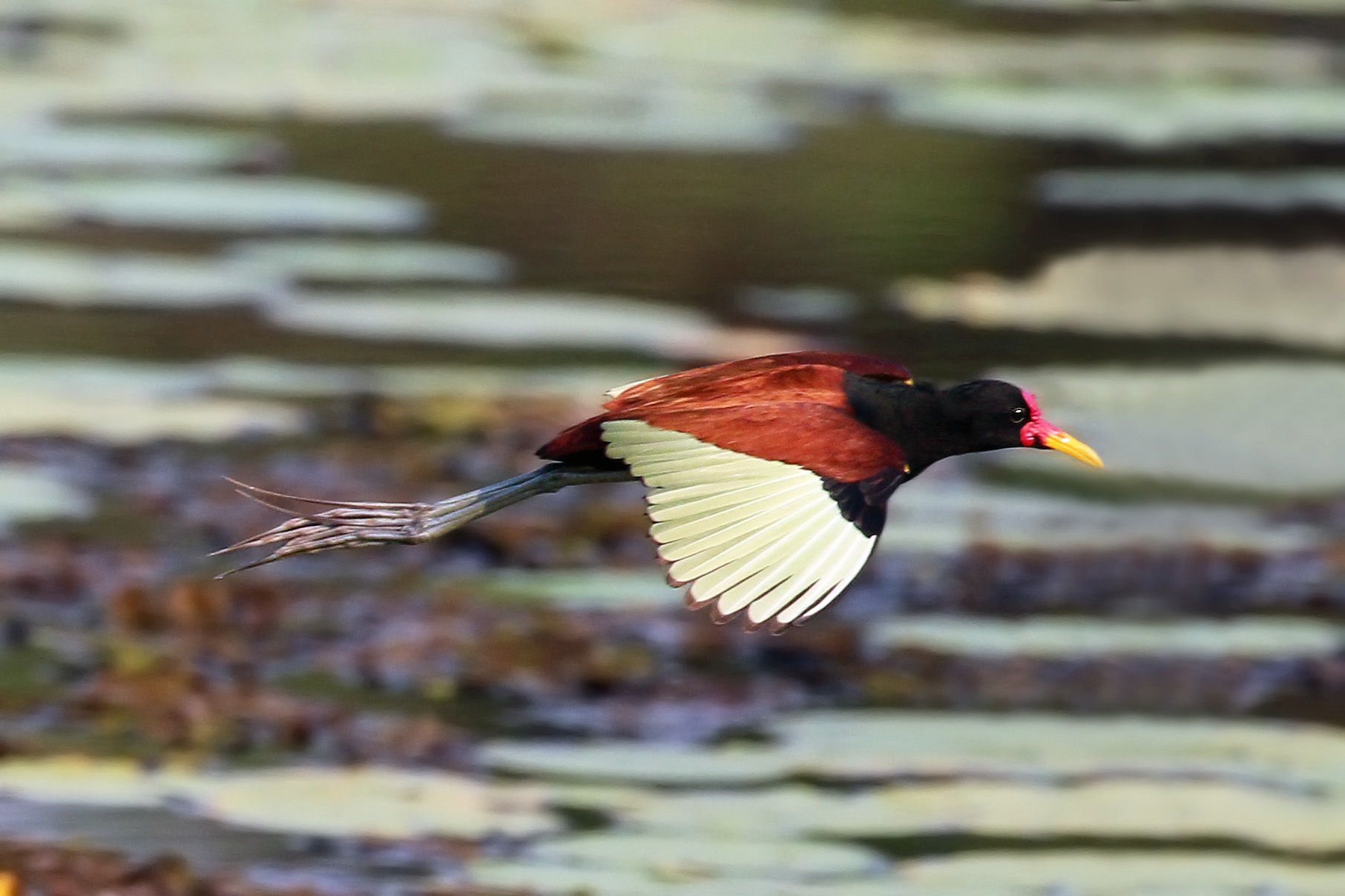
Długoszpon krasnoczelny w locie

WyglądMa żółty dziób i czerwoną tarczę na czole. Czarny, opalizujący obszar ma swą granicę na karku i piersi. Brzuch i skrzydła są brązowe, błyszczące. Lotki zielonkawo-żółte. Niebiesko-szare nogi z długimi palcami. Młode mają biało-brązowe upierzenie.
Wymiary
- długość ciała: 17–23 cm
- rozpiętość skrzydeł: 60–65 cm, samica większa od samca
- masa ciała: samiec: ok. 105 g, samica: ok. 150 g

## Ekologia i zachowanie
BiotopRozlewiska, bagna i inne podmokłe tereny z pływającą roślinnością.
ZachowanieSpaceruje po pływających liściach roślin wodnych.
GłosWydaje różne ostre, terkoczące dźwięki.
PożywienieGłównie owady, inne bezkręgowce i nasiona unoszące się na powierzchni wody.
LęgiSamica składa 4 czarno-brązowe jaja w pływającym gnieździe. Samiec, jak w przypadku innych gatunków tej rodziny, odpowiada za inkubację jaj. Samice są poliandryczne, bronią nawet do czterech gniazd swoich partnerów.

## Podgatunki
Wyróżnia się 6 podgatunków Jacana jacana:
- Jacana jacana hypomelaena (G.R. Gray, 1846) – długoszpon czarny[5] – zachodnio-środkowa Panama do północnej Kolumbii
- Jacana jacana melanopygia (P.L. Sclater, 1857) – zachodnia Kolumbia do zachodniej Wenezueli
- Jacana jacana intermedia (P.L. Sclater, 1857) – północna i środkowa Wenezuela
- Jacana jacana jacana (Linnaeus, 1766) – długoszpon krasnoczelny[5] – Trynidad, południowa Kolumbia i południowa Wenezuela poprzez region Gujana na południe do wschodniej Boliwii, północnej Argentyny i Urugwaju
- Jacana jacana scapularis Chapman, 1922 – zachodni Ekwador, północno-zachodnie Peru
- Jacana jacana peruviana Zimmer, 1930 – północno-wschodnie Peru, północno-zachodnia Brazylia.

## Status
IUCN uznaje długoszpona krasnoczelnego za gatunek najmniejszej troski (LC – Least Concern) nieprzerwanie od 1988 roku. Liczebność populacji, według szacunków organizacji Partners in Flight z 2019 roku, mieści się w przedziale 5–50 milionów dorosłych osobników. Globalny trend liczebności uznawany jest za stabilny, choć u niektórych populacji nie jest on znany.